# Puchar Europy w Lekkoatletyce 1987
11. Puchar Europy w lekkoatletyce – impreza lekkoatletyczna, która odbyła się na czterech europejskich stadionach 27 i 28 czerwca 1987 roku. Organizacją pucharu Europy zajmowało się Europejskie Stowarzyszenie Lekkoatletyczne.

## Finał A
Zawody zorganizowano w stolicy Czechosłowacji Pradze. Rywalizację wygrali lekkoatleci Związku Radzieckiego oraz lekkoatletki z Niemiec Wschodnich.

### Tabele końcowe
| Pozycja | Reprezentacja   | Punkty |
| ------- | --------------- | ------ |
| 1       | ZSRR            | 117    |
| 2       | NRD             | 114,5  |
| 3       | Wielka Brytania | 99     |
| 4       | Niemcy          | 88     |
| 5       | Włochy          | 87     |
| 6       | Czechosłowacja  | 73     |
| 7       | Hiszpania       | 72     |
| 8       | Polska          | 58,5   |

| Pozycja | Reprezentacja   | Punkty |
| ------- | --------------- | ------ |
| 1       | NRD             | 119    |
| 2       | ZSRR            | 92     |
| 3       | Bułgaria        | 86     |
| 4       | Niemcy          | 77     |
| 5       | Wielka Brytania | 59,5   |
| 6       | Czechosłowacja  | 51,5   |
| 7       | Polska          | 45     |
| 8       | Francja         | 45     |

## Finał B
Finał B został rozegrany na stadionie w szwedzkim mieście Göteborg.

### Tabele końcowe
| Pozycja | Reprezentacja | Punkty |
| ------- | ------------- | ------ |
| 1       | Francja       | 117    |
| 2       | Bułgaria      | 102    |
| 3       | Szwecja       | 97     |
| 4       | Węgry         | 87     |
| 5       | Austria       | 82     |
| 6       | Szwajcaria    | 82     |
| 7       | Finlandia     | 76,5   |
| 8       | Jugosławia    | 73,5   |

| Pozycja | Reprezentacja | Punkty |
| ------- | ------------- | ------ |
| 1       | Rumunia       | 106    |
| 2       | Węgry         | 83     |
| 3       | Włochy        | 80,5   |
| 4       | Szwajcaria    | 69,5   |
| 5       | Finlandia     | 62,5   |
| 6       | Szwecja       | 62,5   |
| 7       | Norwegia      | 56     |
| 8       | Holandia      | 50     |

## Finał C
Zawody Finału C Pucharu Europy 1987 odbyły się w dwóch grupach. Finał C1 zorganizowano w Atenach, a finał C2 w portugalskim mieście Maia.

### Tabele końcowe

#### Mężczyźni
| Pozycja | Reprezentacja | Punkty |
| ------- | ------------- | ------ |
| 1       | Grecja        | 83     |
| 2       | Holandia      | 72     |
| 3       | Dania         | 60,5   |
| 4       | Cypr          | 46,5   |
| 5       | Turcja        | 37     |

| Pozycja | Reprezentacja | Punkty |
| ------- | ------------- | ------ |
| 1       | Belgia        | 72     |
| 2       | Portugalia    | 66     |
| 3       | Irlandia      | 62     |
| 4       | Norwegia      | 60     |
| 5       | Islandia      | 39     |